# 卡罗琳娜·阿里亚斯
卡罗琳娜·阿里亚斯·比达尔（西班牙語：Carolina Arias Vidal；2005年2月22日—），哥伦比亚女子职业足球运动员，司职右后卫，目前效力于卡利美洲俱乐部和哥伦比亚国家女子足球队。她曾代表哥伦比亚参加2024年夏季奥林匹克运动会女子足球比赛。